# Bisbat de Viviers

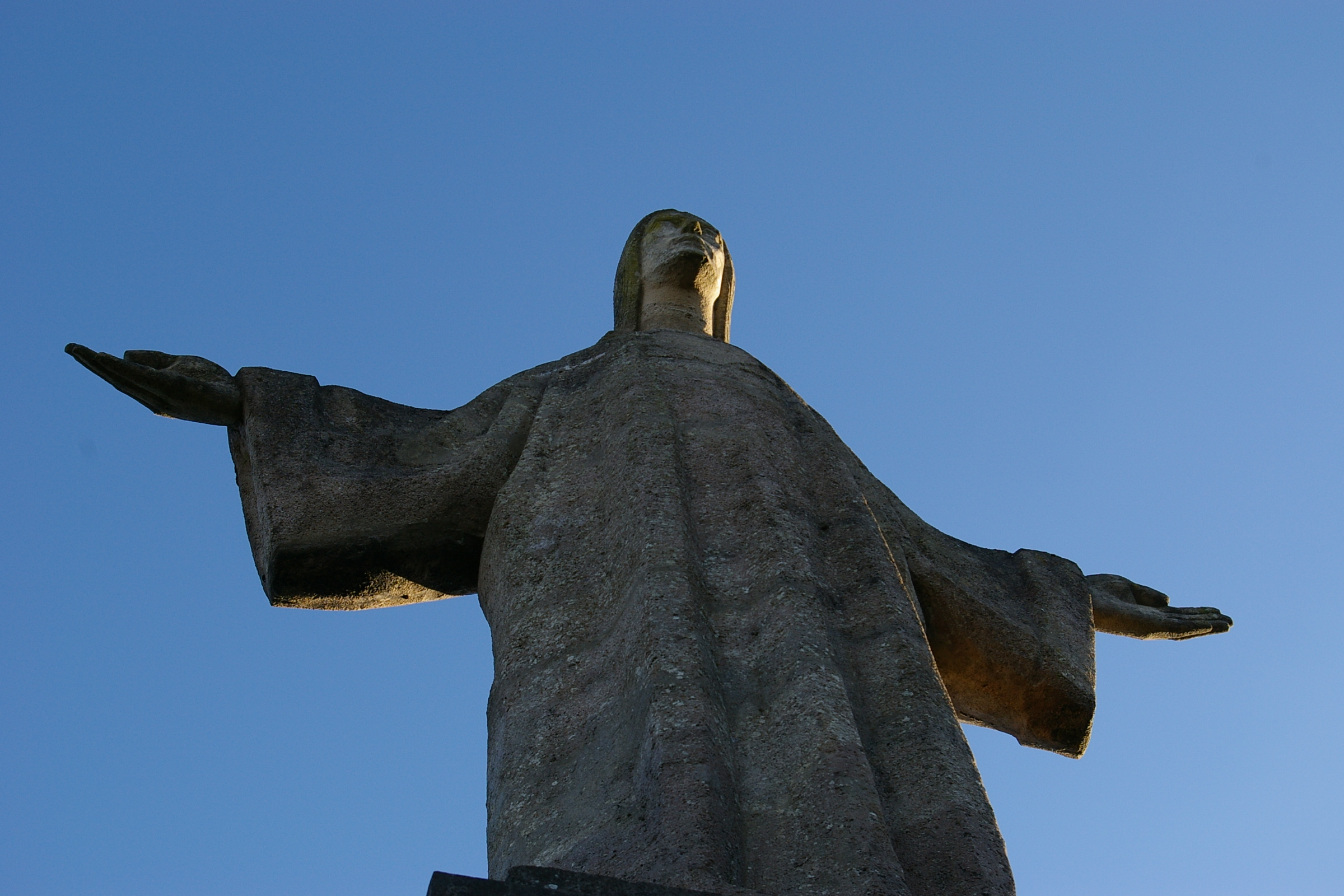
Estàtua del Sagrat Cor a Viviers

El bisbat de Viviers (francès: Diocèse de Viviers, llatí: DioecesisVivariensis) és una seu de l'Església Catòlica a França, sufragània de l'arquebisbat de Lió. Al 2014 tenia 285.000 batejats sobre una població de 327.072 habitants. Actualment està regida pel bisbe Jean-Louis Balsa.

## Territori
La diòcesies correspon amb el departament francès de l'Ardèche.
La seu episcopal és la ciutat de Viviers, on es troba la catedral de Sant Vicenç. A Lablachère es troba la basílica menor de la Mare de Déu del Bon Socors, mentre que a Lalouvesc es troba una altra basílica, la de Sant Francesc Régis.
El territori s'estén sobre 5.556 km², i està dividit en 3 zones pastorals (Aubenas i Baix-Vivarais; Boutièresi Alt-Vivarais, i Vall del Roina). A partir del 2003 l'organització territorial va ser completament revisada i el nombre de parròquies, que el 2000 eren 368, va ser reduït a només 24.

### Parròquies
Le 24 "noves" parròquies:
- Saint Andéol d'Ardèche
- Charles de Foucauld
- Saint François d'Ouvèze Payre
- Saint Jean du Pays de Privas
- Saint Michel du Rhône
- Saint Pierre de Crussol
- Saint Luc des Coteaux et de Tournon
- Sainte Croix du Rhône
- Saint Christophe lès Annonay
- Sainte Claire d'Annonay Vocance
- Saint François Régis
- Saint Agrève en Vivarais
- Saint Basile entre Doux et Dunière
- Notre Dame des Boutières
- Sacré Coeur en Val d'Eyrieux
- Notre Dame de la Montagne
- Saint Roch en Pays de Vals
- Bienheureuse Marie Rivier en Val d'Ardèche
- Saint Benoît d'Aubenas
- Sainte Marie de Berg et Coiron
- Saint Joseph au Pays de Ligne
- Sainte Thérèse des Cévennes
- Saints Pierre et Paul de Païolive
- Saint Martin du Sampzon

## Història
Segons la tradició, el territori de l'actual departament d'Ardèche va ser evangelitzat per un grup de missioners, enviats a la Gàl·lia per Policarp d'Esmirna, entre els quals es va destacar el sotsdiaca sant Andeol; i que van patir el martiri a l' època de l'emperador Septimi Sever (finals del segle ii a principis del segle iii).
La diòcesi es va erigir al segle iv. La primera seu episcopal va ser la ciutat d'}Alba Helviorum, corresponent a l'actual Alba-la-Romaine. Les fonts recorden com a primer bisbe Januarius. Quan els bàrbars van incendiar Alba, els bisbes van traslladar la seva seu a la ciutat de Viviers, presumiblement a la segona meitat del segle v. El primer bisbe documentat amb certesa és Sant Venanci, que va participar en el concili d'Epaon el 517.
Originalment, la diòcesi era sufragània de l'arxidiòcesi d'Arle, segons el que determina una decretal del papa Zòsim (417-418), confirmada per Lleó el Gran el 450. La situació es va mantenir sense canvis fins a la decisió del Papa Calixt II a la primera meitat del segle xii, que va donar a la seu de Viviers a la província eclesiàstica de l'arxidiòcesi de Vienne.
Seguint el concordat amb la butlla Qui Christi Domini del Papa Pius VII del 29 de novembre de 1801, la diòcesi va ser suprimida i el seu territori es va fusionar amb el de la diòcesi de Mende.
Al juny de 1817 s'estipulà un nou concordat entre la Santa Seu i el Govern francès, que va ser seguit el 27 de juliol la butlla Commissa divinitus, amb la qual el Papa restaurava la seut de Viviers. No obstant això, atès que l'acord no va entrar en vigor, ja que no va ser ratificat pel Parlament de París, aquesta decisió no va tenir efecte.
El 6 d'octubre de 1822 la diòcesi va ser finalment restaurada mitjançant la butlla Paternae charitatis del mateix Papa Pius VII, i des de llavors cobreix gairebé tot el territori de l'antiga diòcesi de Viviers, així com parts de les diòcesis de Valença, de Vienne, de Le-Puy i de Usès i es va convertir en sufragània de l'arxidiòcesi d'Avinyó.
El 1901, a la capella del seminari de Viviers, es va ordenar sacerdot Charles de Foucauld, beatificat pel papa Benet XVI el 2005 .
El 8 de desembre de 2002, la diòcesi va passar a formar part de la província eclesiàstica de l'arxidiòcesi de Lió.

## Cronologia episcopal
El catàleg més antic dels bisbes de Viviers està contingut en un document del segle x, atribuït al bisbe Tomàs II i anomenat amb el nom de Charta vetus. Es creu que el document és confiable, encara que dels 18 bisbes que hi figuren, pocs són els testimoniats per documents externs a la Charta.
Il più antico catalogo dei vescovi di Viviers è contenuto in un documento della metà del X secolo, attribuito al vescovo Tommaso II e chiamato con il nome di Charta vetus. Il documento è ritenuto attendibile benché dei 18 vescovi ivi contenuti pochi sono quelli attestati da documenti esterni alla Charta

### Bisbes d'Alba Helviorum
- Sant'Ianuario †
- Sant Settimio †
- Sant Maspiciano †
- Sant Melanio I † (citat el 396 ?)[3]
- Sant'Ausonio †

### Bisbes de Viviers
- Promoto †[4]
- Eulalio ? †[5]
- Luciano † (citat el 487 ?)
- San Valerio o Valeriano †
- San Venanzio † (abans de 517 - després de 535)
- Rustico †
- Melanio II † (citat el 549)
- San Firmino †[6]
- Sant'Eucherio †
- Sant'Aulo o Avolo †
- Sant'Eumachio †
- San Longino †
- Giovanni I †
- Ardulfo †[7]
- Sant'Arconzio †
- Eribaldo †[8]
- Tommaso I † (citat el 815)
- Teugrino † (citat el 833)
- Celso † (citat el 849)
- Bernoino † (vers 850/852 - desembre de vers 873/874 mort)
- Eterio † (875 – després del 879)
- Rostagno I † (citat el 892)
- Riccardo †
- Tommaso II † (citat el 950)
- Rostagno II † (citat el 965 aproximadament)
- Armanno I † (citat el 972 aproximadament)
- Pietro † (abans de 993 - després de 998)
- Armanno II † (abans de 1015 - després de 1032)
- Gérard † (abans de 1037 - després de 1070)
- Jean II † (citat el 1078)
- Leodegar † (vers 1096 - després de febrer de 1119)
- Atton † (abans d'octubre de 1119 - després de 1120)
- Pierre I, O.S.B. † (vers 1125 - 1131 nomenat arquebisbe de Lió)
- Josserand de Montaigu † (1133 - 1146)
- Guillaume I † (1146 - després de 1154)
- Raymond d'Uzès † (abans de 1157 - 1170)
- Robert de La Tour du Pin † (abans de novembre de 1171 - abans de 1173 nomenat arquebisbe de Vienne)
- Nicolas † (abans de 1177 - gener de 1205 renuncià)
- Burnon † (abans de gener de 1207 - 1220)
- Guillaume II † (citat el 1220)
- Bermond d'Anduze † (1222 - després de febrer de 1242)
- Arnaud de Vogüé † (vers 1244 - després de 5 de maig de 1252)
- Aimon de Genève † (1 de febrer de 1255 - 1 de març de 1263 mort)
- Hugues de La Tour du Pin † (1263 - després de 1290 mort)
- Guillaume de Falguières, O.F.M. † (9 de juliol de 1296 - ?)
- Aldebert de Peyre † (1298 - 5 de juliol de 1306 mort)
- Louis de Poitiers † (27 d'agost de 1306 - 13 de febrer de 1320[9] nomenat bisbe de Langres)
- Guillaume de Flavacourt † (9 de juliol de 1319 - 16 de juliol de 1322 nomenat bisbe de Carcassonne)
- Pierre de Mortemart (Gauvain) † (16 de juliol de 1322 - 7 d'octubre de 1325 nomenat bisbe d'Auxerre)
- Pierre de Moussy † (7 d'octubre de 1325 - 16 d'agost de 1326 nomenat bisbe de Bayeux)
- Aymar de La Voulte † (16 d'agost de 1326 - 22 d'abril de 1331 nomenat bisbe de Valença e Die)
- Henri de Thoire-Villars † (24 d'abril de 1331 - 24 de gener de 1337 nomenat bisbe de Valença e Die)
- Aymar de La Voulte † (24 de gener de 1337 - 1365 mort) (per segona vegada)
- Bertrand de Châteauneuf † (5 de setembre de 1365 - 1373 ? mort)
- Pierre de Sortenac † (13 d'octubre de 1374 - 1375 renuncià)
- Bernard d'Aigrefeuille, O.Clun. † (4 de gener de 1376 - 1382 ? mort)
- Jean Allarmet de Brogny † (11 d'agost de 1382 - 12 de juliol de 1385 renuncià)
- Olivier de Poitiers † (16 d'agost de 1385 - 29 de gener de 1387 nomenat bisbe de Chalon)
- Guillaume de Poitiers † (23 de desembre de 1388 - 28 de setembre de 1406 mort)
- Jean de Linières † (19 d'octubre de 1406 - 1 de setembre de 1442 mort)
- Guillaume-Olivier de Poitiers † (27 de setembre de 1442 - 16 d'agost de 1454 mort)
- Hélie de Pompadour † (29 de novembre de 1454 - 1477 mort)
- Giuliano della Rovere, O.F.M. † (3 de desembre de 1477 - 3 de juliol de 1478 nomenat bisbe de Mende, posteriorment elegit papa amb el nom de Juli II)
- Jean de Montchenu † (3 de juliol de 1478 - 1497 mort)
  - Jean de la Grolaie † (14 de febrer de 1498 - 6 d'agost de 1499 mort) (in commenda)
- Claude de Tournon † (20 de setembre de 1499 - 1523 renuncià)
- Charles de Tournon † (12 de juny de 1523 - 1550 ? mort)
- Simon de Maillé de Brézé † (1 de setembre de 1550 - 25 de juny de 1554 nomenat arquebisbe de Tours)
  - Alessandro Farnese † (25 de juny de 1554 - 1554 renuncià) (administrador apostòlic)
- Giacomo Maria Sala † (12 de novembre de 1554 - 1563 renuncià)
- Eucherio Sanvitale † (6 de setembre de 1564 - 5 de gener de 1571 mort)
- Pierre d'Urre † (27 d'agost de 1571 - 1572 mort)
- Jean de L'Hôtel † (2 de setembre de 1575 - 6 d'abril de 1621 mort)
- Louis-François de La Baume de Suze † (6 d'abril de 1621 - 5 de setembre de 1690 mort)
- Charles-Antoine de la Garde de Chambonas † (5 de maig de 1692 - 21 de febrer de 1713 mort)
- Martin de Ratabon † (18 de setembre de 1713 - 17 d'abril de 1723 renuncià)
  - Étienne Joseph de La Fare † (1723 - 12 de juny de 1724 nomenat bisbe de Laon) (bisbe electe)
- François-Renaud de Villeneuve † (12 de juny de 1724 - 16 de setembre de 1748 nomenat bisbe de Montpeller)
- Joseph-Robin Morel de Mons † (16 de setembre de 1748 - 29 de maig de 1778 renuncià)
- Charles de La Font de Savine † (1 de juny de 1778 - 5 de gener de 1815 mort)[10]
  - Seu suprimida (1801-1822)
- André Molin † (16 de maig de 1823 - 25 de juliol de 1825 mort)
- Abbon-Pierre-François Bonnel de la Brageresse † (19 de desembre de 1825 - 26 de juny de 1841 renuncià)
- Joseph Hippolyte Guibert, O.M.I. † (24 de gener de 1842 - 19 de març de 1857 nomenat arquebisbe de Tours)
- Louis Delcusy † (19 de març de 1857 - 17 de maig de 1876 mort)
- Joseph-Michel-Frédéric Bonnet † (26 de juny de 1876 - 21 de maig de 1923 mort)
- Etienne-Joseph Hurault † (20 de desembre de 1923 - 23 de desembre de 1930 nomenat bisbe de Nancy)
- Pierre-Marie Durieux † (5 d'octubre de 1931 - 1 de febrer de 1937 nomenat arquebisbe de Chambéry)
- Alfred Couderc † (26 d'abril de 1937 - 14 de desembre de 1965 renuncià)
- Jean Hermil † (14 de desembre de 1965 - 15 d'octubre de 1992 jubilat)
- Jean Marie Louis Bonfils, S.M.A. (28 de novembre de 1992 - 28 d'agost de 1998 nomenat bisbe de Niça)
- François Marie Joseph Pascal Louis Blondel (15 de novembre de 1999 - 22 de maig de 2015 jubilat)
- Jean-Louis Balsa, des del 22 de maig de 2015

## Estadístiques
A finals del 2014, la diòcesi tenia 285.000 batejats sobre una població de 327.072 persones, equivalent al 87,1% del total.
| any  | població | població | població | sacerdots | sacerdots       | sacerdots       | sacerdots             | diaques | religiosos | religiosos | parròquies |
| ---- | -------- | -------- | -------- | --------- | --------------- | --------------- | --------------------- | ------- | ---------- | ---------- | ---------- |
| any  | batejats | total    | %        | total     | clergat secular | clergat regular | batejats por sacerdot | diaques | homes      | dones      |            |
| 1950 | 220.000  | 248.000  | 88,7     | 497       | 467             | 30              | 442                   |         | 86         | 1.600      | 372        |
| 1969 | 220.000  | 257.927  | 85,3     | 411       | 378             | 33              | 535                   |         | 33         | 1.950      | 202        |
| 1980 | 230.000  | 259.000  | 88,8     | 296       | 296             |                 | 777                   |         | 33         | 1.163      | 372        |
| 1990 | 245.000  | 280.000  | 87,5     | 307       | 239             | 68              | 798                   | 3       | 104        | 820        | 376        |
| 1999 | 257.000  | 285.700  | 90,0     | 220       | 175             | 45              | 1.168                 | 7       | 94         | 797        | 368        |
| 2000 | 259.000  | 288.000  | 89,9     | 215       | 172             | 43              | 1.204                 | 7       | 88         | 760        | 368        |
| 2001 | 261.000  | 290.000  | 90,0     | 207       | 163             | 44              | 1.260                 | 7       | 90         | 757        | 368        |
| 2002 | 257.423  | 286.023  | 90,0     | 199       | 152             | 47              | 1.293                 | 7       | 94         | 753        | 368        |
| 2003 | 250.000  | 286.000  | 87,4     | 190       | 145             | 45              | 1.315                 | 7       | 90         | 708        | 48         |
| 2004 | 250.000  | 286.000  | 87,4     | 177       | 135             | 42              | 1.412                 | 7       | 89         | 683        | 48         |
| 2005 | 251.000  | 287.100  | 87,4     | 173       | 133             | 40              | 1.450                 | 7       | 91         | 672        | 24         |
| 2010 | 281.220  | 316.221  | 88,9     | 139       | 103             | 36              | 2.023                 | 15      | 65         | 569        | 24         |
| 2014 | 285.000  | 327.072  | 87,1     | 142       | 98              | 44              | 2.007                 | 15      | 85         | 506        | 24         |